# Analyse chimique environnementale
 (juin 2015).
Si vous disposez d'ouvrages ou d'articles de référence ou si vous connaissez des sites web de qualité traitant du thème abordé ici, merci de compléter l'article en donnant les références utiles à sa vérifiabilité et en les liant à la section « Notes et références ».
En chimie environnementale, l’analyse chimique environnementale est une analyse quantitative qui fournit les données nécessaires à la majorité des études d'évaluation environnementale

## Méthodes d'extraction

### Extraction dans les eaux et fluides corporels
Plusieurs techniques peuvent être utilisées :
- extraction liquide-liquide (LLE), qui se fonde sur le partage de l'analyte entre l'échantillon aqueux et le solvant d'extraction ;
- extraction sur phase solide (solid-phase extraction, SPE) : il implique une phase solide par laquelle on percole l'échantillon et qui retient les analytes. Une élution de cette phase permet de récupérer les analytes concentrés et purifiés. plusieurs variantes sont possibles :
  - microextraction sur phase solide (solid-phase microextraction, SPME) ;
  - extraction par sorption sur barreau magnétique (stir bar sorptive extraction, SBSE).

### Extraction dans les matrices solides
L'extraction dans les échantillons de sols et autres matières solides nécessite un solvant d'extraction, avec agitation et chauffage pour accélérer le passage des analytes vers le solvant.
- extracteur de Soxhlet, qui permet l'extraction de matières solides par des solvants à leur température d'ébullition. C'est encore la méthode de référence ;
- extraction par agitation (shake-flask), où l'échantillon est mélangé à un solvant d'extraction avant agitation ;
- extraction assistée par ultrasons, variante de la précédente mais avec agitation intime par ultrasons ;
- extraction assistée par micro-ondes, où l'échantillon mélangé à un solvant d'extraction est chauffé instantanément par micro-ondes ;
- extraction par liquide pressurisé (Pressurized fluid extraction, PFE ou Accelerated Solvent Extraction (ASE)) : mêlé à l'échantillon, le solvant d'extraction est maintenu à l'état liquide à des températures exceptionnellement élevées par application d'une pression, ce qui permet d'accélérer l'extraction.

## Les phtalates
Les phtalates représentent actuellement un enjeu environnemental, il est donc important de posséder des techniques analytiques capables de les quantifier. Ces techniques doivent être aussi très sensibles étant donné les faibles concentrations en phtalates trouvées dans l’environnement.
Tout d’abord, voici les matrices les plus souvent analysées compte tenu des normes ou des risques encourus :
- l’eau (potable, de source, rivières) ;
- les plastiques (jouets, emballages alimentaires) ;
- les fluides corporels (sang, urine, plasma, sperme, lymphe, mucus, salive, lait maternel, etc.) ;
- les cosmétiques ;
- les aliments.

L'étape-clé dans l’analyse des phtalates va être leur extraction, de nombreuses méthodes sont utilisées dépendamment de la « matrice ». Par exemple, dans une matrice liquide, l’extraction peut être possible en utilisant simplement une extraction liquide-liquide alors que pour une matrice solide, l'extracteur de Soxhlet est parfois utilisé.
Des méthodes d’extraction plus récentes sont aussi utilisées comme la SPME ou encore la SBSE. Ces dernières semblent plus adaptées à ce type d’analyse car elles représentent un bon compromis entre-temps d’extraction et rendement d’extraction. Il est en effet nécessaire d’avoir un bon rendement lorsqu’il s’agit d’analyse de traces.
L’analyse se fait ensuite généralement à l’aide d’un dispositif chromatographique (gazeux (CPG) ou liquide (CPL)) couplé à un spectromètre de masse (SM) même si la matrice n’est pas complexe car les performances sont bien meilleures. Citons par exemple la chromatographie en phase liquide-spectrométrie de masse (LC-MS) et la chromatographie en phase gazeuse-spectrométrie de masse (GC-MS).
De manière générale, il est utile de limiter les manipulations et éviter les contaminations, un des problèmes dans l’analyse des phtalates réside dans la contamination inévitable de l’échantillon à cause des nombreux plastiques utilisés de l’extraction à l’analyse (gants, seringue, bouchons et même septum). De ce fait, il est essentiel de ne pas oublier de soustraire un blanc aux résultats obtenus pour l’échantillon.
Les performances analytiques de diverses méthodes qui sont données ici sont issues de revues scientifiques dont les références sont notées après :
| Méthode | Matrice                                       | LD (limite de détection) | RSD (Relative standard deviation) | Recouvrement | Date |
| --- | --------------------------------------------- | ------------------------ | --------------------------------- | ------------ | ---- |
| On Line SPE-HPLC/MS/MS | Urine                                         | 0,11 → 0,9 µg/L          |                                   | Environ 100% | 2005 |
| SPME-GC/MS/MS | Sérum                                         | 15 µg/L                  | 4 %                               |              | 2004 |
| Extraction liquide/liquide+SPE-LC/MS/MS | Lait (toutes sortes)                          | 0,01 → 0,5 µg/L          | 5 à 15 %                          |              | 2005 |
| Capillary LC/MS (nébulisation électrostatique (ESI), trappe ionique (QIT))                                                                     | Urine                                         | 1,6 → 3,5 µg/L           | 4 à 18 %                          |              | 2004 |
| On Line SPE-LC/APCI-MS (Atmospheric Pressure Chemical Ionisation), méthode permettant l’analyse simultanée de phtalates, pesticides et phénols | Eau                                           | <0,1 µg/L                | < 25 %                            | > 75 %       | 2004 |
| SBSE-LD/LVI-GC/MS (LVI : Large Volume Injection, LD : Liquid desorption)                                                                       | Eau potable                                   | 3 → 40 µg/L              | < 15 %                            |              | 2006 |
| Immuno-essais suivis par fluorescence, sensible et spécifique                                                                                  | Eaux environnementales                        | LD=0,02 µg/L             |                                   |              | 2006 |
| PANI-SPME/GC (PANI : polyaniline) | Eaux environnementales (rivières, lacs, etc.) | 0,003 → 10 µg/L          |                                   |              | 2006 |

## Les éléments-traces
Les éléments-traces peuvent être séparés selon leurs espèces chimiques (spéciation chimiques des métaux) ou selon certains groupements fonctionnels spécifiques. Il est préférable d'utiliser le terme « éléments-traces » plutôt que « métaux-traces » pour englober certains éléments chimiques qui ne sont pas des métaux (notamment l'arsenic, le sélénium ou autres). L'utilisation du terme métaux lourd est à bannir, il ne reflète pas les propriétés des métaux et n'est d'aucune utilité. Il existe un grand nombre de techniques analytiques ; les plus fréquentes seront brièvement présentées à titre indicatif seulement.

### Espèces chimiques
Les éléments-traces peuvent exister sous différentes formes chimiques et différentes techniques sont disponibles pour déterminer la distribution des espèces chimiques (la spéciation chimique) :
- Isotopes métalliques : digestion couplée avec spectrométrie de masse : Thermal Ionization Mass Spectrometry (TIMS), Inductively Coupled Plasma-Mass Spectrometry (ICP-MS) ;
- Métaux à l'état oxydé ou réduit : chromatographie en phase liquide à haute performance (HPLC), spectroscopie d'absorption atomique (SAA), Inductively Coupled Plasma-Atomic Emission Spectrometry (ICP-AES), ICP-MS ;
- Composés ou complexes métalliques inorganiques : déduction du pH et de la stœchiométrie de la réaction par potentiométrie (voltammétrie), méthodes extractives, ultracentrifugation ;
- Complexes métalliques organiques : voltammétrie lorsque la concentration des métaux-traces est faible : Anodic Stripping Voltammetry (ASV), Adsorptive Cathodic Stripping Voltammetry (ACSV) ;
- Composés organométalliques : chromatographie couplée avec un système de détection par élément sélectif (CPG et photométrie) ;
- Complexes ou composés macromoléculaires métalliques : la détermination des macromolécules métalliques nécessite le jumelage de plusieurs techniques : chromatographie, spectrométrie, électrophorèse comme l'électrophorèse sur gel de polyacrylamide en présence de dodécylsulfate de sodium (SDS-PAGE).

Les matrices utilisées comportent souvent une dynamique interne résultant d'une spéciation chimique instable. Par conséquent, les analyses des espèces chimiques dans les échantillons peuvent varier dans le temps et les techniques de spéciation chimique sont donc inefficaces. Dans cette situation, il peut être préférable de recourir à des techniques de fractionnement pour établir les groupements caractéristiques des échantillons.

### Groupement caractéristique
Les groupements caractéristiques ne sont pas des espèces chimiques mais plutôt des catégories d'espèces ayant une caractéristique commune. Pour les techniques analytiques des métaux, cette classification est liée au concept de fractionnement ou de partition (voir métal pour précision). Par exemple, on peut classer les métaux selon leur fraction extractible dans les différentes phases d'un sol :
- Liée à la matière organique : métaux adsorbés ou complexés aux acides organiques, aux colloïdes < 0,2 µm (extraction au pyrophosphate de potassium)
- Ions libres : métaux solubles et facilement échangeables (extraction à l'acétate d'ammonium)
- Échangeable : métaux labiles et mobilisables (extraction par la méthode Mehlich-3)
- Résiduelle : fraction non extraite par les autres méthodes de fractionnement, très stable et immobile
- Totale : tous les métaux contenus dans le réseau cristallographique des minéraux primaires et secondaires, obtenus par digestion avec acide (HF, HCl, HNO3, etc.)

Il existe plusieurs autres fractions qui pourraient être analysées (oxyde, carbonate, sulfate, etc.) selon le type d'information recherché. D'autres techniques comme les membranes filtrantes (Cross-Flow Filtration (CCF), dialyse de Donnan) et techniques d'échange (Ion Exchange Resins (IRE), électrophorèse capillaire (CE)) peuvent être utilisées pour classer les métaux selon différentes caractéristiques. Le principal défi consiste à opter pour la technique la plus représentative de l'espèce ou du groupement recherché ; un effort devra être fait pour normaliser les techniques analytiques des métaux afin de pouvoir comparer les résultats obtenus dans les études scientifiques.